# Капаначе (Фиренца)
Капаначе је насеље у Италији у округу Фиренца, региону Тоскана.
Према процени из 2011. у насељу је живело 23 становника. Насеље се налази на надморској висини од 25 м.